# Ummereise
Ummereise var en tysk adelsätt med ursprung från Mecklenburg i Tyskland vilken genom Albrekt av Mecklenburg kom till Sverige under 1300-talet och genom sitt stöd av Margareta nådde en hög position i Sverige under Kalmarunionen.
Troligen som belöning för medverkan vid den Mecklenburgska armens invasion av Sverige 1363, belönades Johan Ummereise och hans bror Ficke Ummereise med att bli ägare till Björnö gods i Kalmar.
1370 pantsatte Johan och Ficke Ummereise 'hof to Byørøø' med alla underlydande gårdar till Henneke Butzov. De måste dock ha återlöst gården, för 1406 och 1413 ägs gården av Johans son riksrådet Erik Ummereise, som ärvde gården 1390 och med ytterligare jord han köpte i Möre blev han Smålands rikaste man. Efter att han gått över till att stödja Margareta slogs han till riddare i Kalmar Storkyrka 1397.
Efter att Erik dött den 2 mars 1414 tog sonen Johan Ummereise d.y. över Björnö som han ägde till sin död omkring 1440.
Av allt att döma dog Erik Ummereises son Johan utan släktingar, för 1458 ärvdes godskomplexet av Birgitta Gustavsdotter (Sture) efter hennes bror, Algot Gustavsson (Sture), båda kusiner till Johan Ummereise.